# イヴァン・オブラドヴィッチ
イヴァン・オブラドヴィッチ（セルビア語: Иван Обрадовић、英語: Ivan Obradović、1988年7月25日 - ）は、ユーゴスラビア（現・セルビア）出身の元サッカー選手。現役時代のポジションはDF。主に左サイドバックでプレーをしている。

## 経歴

### クラブ
2004年から2007年までパルチザン・ベオグラードの下部組織に在籍。2007年にパルチザン・ベオグラードのトップチームデビューを果たすと、その後は左サイドバックのスタメンを確保するに至っている。
2009年夏、FCバルセロナからも注目を浴びる存在となったが、レアル・サラゴサへ移籍。
2014年3月、KVメヘレンに移籍。
2015年、RSCアンデルレヒトに移籍。
2019年、レギア・ワルシャワに移籍。

### 代表
セルビア代表として、2008年9月6日のフェロー諸島戦で代表初キャップを記録している。

## 代表歴

### 出場大会
- セルビア代表
  - 2010 FIFAワールドカップ

### 試合数
- 国際Aマッチ 27試合 1得点（2008年-2018年）[1]

| セルビア代表 | 国際Aマッチ | 国際Aマッチ |
| 年           | 出場        | 得点        |
| ------------ | ----------- | ----------- |
| 2008         | 4           | 1           |
| 2009         | 6           | 0           |
| 2010         | 5           | 0           |
| 2011         | 3           | 0           |
| 2012         | 2           | 0           |
| 2013         | 0           | 0           |
| 2014         | 0           | 0           |
| 2015         | 2           | 0           |
| 2016         | 1           | 0           |
| 2017         | 3           | 0           |
| 2018         | 1           | 0           |
| 通算         | 27          | 1           |

## タイトル
パルチザン・ベオグラード
- セルビア・スーペルリーガ 2007-08, 2008-09
- セルビア・カップ 2007-08, 2008-09

アンデルレヒト
- ジュピラー・プロ・リーグ 2016-17
- ベルギー・スーパーカップ 2017